# Viliam Hýravý
Viliam Hýravý (Ružomberok, 26 novembre 1962) è un ex calciatore slovacco, fino al 1993 cecoslovacco, di ruolo attaccante.